# Gran Premio motociclistico di Gran Bretagna 2001
Il Gran Premio motociclistico di Gran Bretagna 2001 corso l'8 luglio, è stato l'ottavo Gran Premio della stagione 2001 e ha visto vincere: la Honda di Valentino Rossi nella classe 500, Daijirō Katō nella classe 250 e Yōichi Ui nella classe 125.

## Classe 500

### Arrivati al traguardo
| Pos | Nº | Pilota                   | Squadra                    | Motocicletta | Giri | Tempo     | Griglia | Punti |
| --- | -- | ------------------------ | -------------------------- | ------------ | ---- | --------- | ------- | ----- |
| 1   | 46 | Valentino Rossi          | Nastro Azzurro Honda       | Honda        | 30   | 46:53.349 | 11      | 25    |
| 2   | 3  | Max Biaggi               | Marlboro Yamaha            | Yamaha       | 30   | +1.794    | 1       | 20    |
| 3   | 4  | Alex Barros              | West Honda Pons            | Honda        | 30   | +2.011    | 3       | 16    |
| 4   | 41 | Noriyuki Haga            | Red Bull Yamaha WCM        | Yamaha       | 30   | +7.610    | 12      | 13    |
| 5   | 7  | Carlos Checa             | Marlboro Yamaha            | Yamaha       | 30   | +12.526   | 9       | 11    |
| 6   | 56 | Shin'ya Nakano           | Gauloises Yamaha Tech 3    | Yamaha       | 30   | +12.766   | 4       | 10    |
| 7   | 28 | Àlex Crivillé            | Repsol YPF Honda           | Honda        | 30   | +16.225   | 9       | 9     |
| 8   | 1  | Kenny Roberts Jr         | Telefonica Movistar Suzuki | Suzuki       | 30   | +16.699   | 6       | 8     |
| 9   | 19 | Olivier Jacque           | Gauloises Yamaha Tech 3    | Yamaha       | 30   | +16.780   | 8       | 7     |
| 10  | 65 | Loris Capirossi          | West Honda Pons            | Honda        | 30   | +24.781   | 2       | 6     |
| 11  | 15 | Sete Gibernau            | Telefonica Movistar Suzuki | Suzuki       | 30   | +29.205   | 7       | 5     |
| 12  | 17 | Jurgen van den Goorbergh | Proton TEAM KR             | Proton KR    | 30   | +44.984   | 5       | 4     |
| 13  | 24 | Jason Vincent            | Red Bull Yamaha WCM        | Yamaha       | 30   | +49.907   | 19      | 3     |
| 14  | 14 | Anthony West             | Dee Cee Jeans Racing       | Honda        | 30   | +50.033   | 18      | 2     |
| 15  | 8  | Chris Walker             | Shell Advance Honda        | Honda        | 30   | +59.116   | 14      | 1     |
| 16  | 11 | Tōru Ukawa               | Repsol YPF Honda           | Honda        | 30   | +1:04.876 | 16      |       |
| 17  | 9  | Leon Haslam              | Shell Advance Honda        | Honda        | 30   | +1:10.748 | 20      |       |
| 18  | 16 | Johan Stigefelt          | Sabre Sport                | Sabre V4     | 29   | +1 giro   | 22      |       |
| 19  | 68 | Mark Willis              | Pulse GP                   | Pulse        | 29   | +1 giro   | 21      |       |

### Ritirati
| Nº | Pilota            | Squadra                 | Motocicletta | Giri | Griglia |
| -- | ----------------- | ----------------------- | ------------ | ---- | ------- |
| 12 | Haruchika Aoki    | Arie Molenaar Racing    | Honda        | 21   | 17      |
| 21 | Barry Veneman     | Dee Cee Jeans Racing    | Honda        | 21   | 23      |
| 6  | Norick Abe        | Antena 3 Yamaha-d'Antin | Yamaha       | 18   | 15      |
| 10 | José Luis Cardoso | Antena 3 Yamaha-d'Antin | Yamaha       | 14   | 10      |

### Non qualificato
| Nº | Pilota            | Squadra          | Motocicletta |
| -- | ----------------- | ---------------- | ------------ |
| 27 | Sébastien Gimbert | Paton Grand Prix | Paton        |

## Classe 250

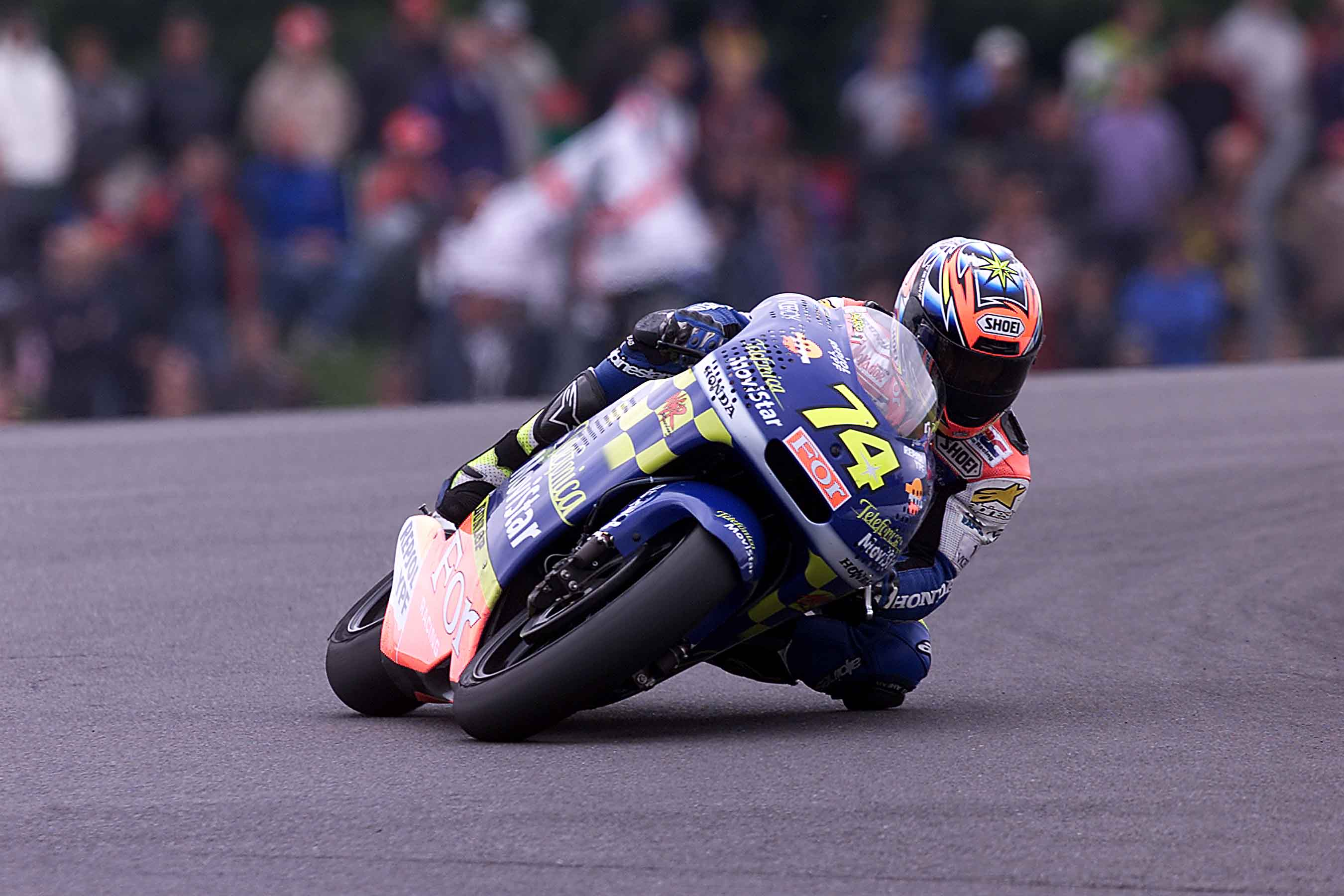
Katō, vincitore della gara della classe 250

### Arrivati al traguardo
| Pos | Nº | Pilota           | Squadra                        | Motocicletta | Giri | Tempo     | Griglia | Punti |
| --- | -- | ---------------- | ------------------------------ | ------------ | ---- | --------- | ------- | ----- |
| 1   | 74 | Daijirō Katō     | Telefonica Movistar Honda      | Honda        | 27   | 42:46.466 | 2       | 25    |
| 2   | 44 | Roberto Rolfo    | Safilo Oxydo Race              | Aprilia      | 27   | +10.173   | 7       | 20    |
| 3   | 5  | Marco Melandri   | MS Aprilia Racing              | Aprilia      | 27   | +10.401   | 3       | 16    |
| 4   | 7  | Emilio Alzamora  | Telefonica Movistar Honda      | Honda        | 27   | +25.100   | 4       | 13    |
| 5   | 8  | Naoki Matsudo    | Petronas Sprinta Yamaha TVK    | Yamaha       | 27   | +46.668   | 6       | 11    |
| 6   | 10 | Fonsi Nieto      | Valencia Circuit Aspar         | Aprilia      | 27   | +51.130   | 9       | 10    |
| 7   | 50 | Sylvain Guintoli | Equipe de France - Scrab GP    | Aprilia      | 27   | +51.926   | 14      | 9     |
| 8   | 6  | Alex Debón       | Valencia Circuit Aspar         | Aprilia      | 27   | +52.491   | 11      | 8     |
| 9   | 66 | Alex Hofmann     | Dark Dog Racing Factory        | Aprilia      | 27   | +53.797   | 12      | 7     |
| 10  | 18 | Shahrol Yuzy     | Petronas Sprinta Yamaha TVK    | Yamaha       | 27   | +57.984   | 15      | 6     |
| 11  | 42 | David Checa      | Team Fomma                     | Honda        | 27   | +58.117   | 16      | 5     |
| 12  | 12 | Klaus Nöhles     | MS Aprilia Racing              | Aprilia      | 27   | +1:02.663 | 17      | 4     |
| 13  | 21 | Franco Battaini  | MS Eros Ramazzotti Racing      | Aprilia      | 27   | +1:06.628 | 19      | 3     |
| 14  | 57 | Lorenzo Lanzi    | Campetella Racing              | Aprilia      | 27   | +1:14.493 | 21      | 2     |
| 15  | 37 | Luca Boscoscuro  | Campetella Racing              | Aprilia      | 27   | +1:16.335 | 20      | 1     |
| 16  | 16 | David Tomás      | By Queroseno Racing            | Honda        | 27   | +1:21.487 | 24      |       |
| 17  | 22 | David de Gea     | Antena 3 Yamaha-d'Antin        | Yamaha       | 27   | +1:25.057 | 18      |       |
| 18  | 31 | Tetsuya Harada   | MS Aprilia Racing              | Aprilia      | 27   | +1:26.254 | 1       |       |
| 19  | 45 | Stuart Edwards   | FCC-TSR                        | Honda        | 26   | +1 giro   | 28      |       |
| 20  | 55 | Diego Giugovaz   | Edo Racing                     | Yamaha       | 26   | +1 giro   | 31      |       |
| 21  | 36 | Luis Costa       | Antena 3 Yamaha-d'Antin        | Yamaha       | 26   | +1 giro   | 30      |       |
| 22  | 62 | Jason Di Salvo   | Cruise America Gr. Prix Racing | Honda        | 26   | +1 giro   | 29      |       |
| 23  | 98 | Katja Poensgen   | Dark Dog Racing Factory        | Aprilia      | 26   | +1 giro   | 33      |       |
| 24  | 67 | Michael Herzberg | EPS Racing                     | Yamaha       | 26   | +1 giro   | 34      |       |
| 25  | 23 | Cesar Barros     | Yamaha Kurz                    | Yamaha       | 25   | +2 giri   | 32      |       |

### Ritirati
| Nº | Pilota             | Squadra                     | Motocicletta | Giri | Griglia |
| -- | ------------------ | --------------------------- | ------------ | ---- | ------- |
| 68 | Stuart Easton      | Monster-Mob                 | Honda        | 24   | 27      |
| 9  | Sebastián Porto    | Yamaha Kurz                 | Yamaha       | 23   | 10      |
| 11 | Riccardo Chiarello | Aprilia Grand Prix          | Aprilia      | 21   | 25      |
| 20 | Jerónimo Vidal     | PR2 Metrored                | Aprilia      | 17   | 23      |
| 99 | Jeremy McWilliams  | MS Aprilia Racing           | Aprilia      | 15   | 5       |
| 59 | Gary Jackson       | Team Jackson                | Honda        | 7    | 26      |
| 81 | Randy de Puniet    | Equipe de France - Scrab GP | Aprilia      | 2    | 8       |

### Non partiti
| Nº | Pilota            | Squadra                   | Motocicletta | Griglia |
| -- | ----------------- | ------------------------- | ------------ | ------- |
| 15 | Roberto Locatelli | MS Eros Ramazzotti Racing | Aprilia      | 13      |
| 58 | Shane Norval      | Right Track Racing        | Honda        | 22      |

## Classe 125

### Arrivati al traguardo
| Pos | Nº | Pilota            | Squadra                  | Motocicletta | Giri | Tempo     | Griglia | Punti |
| --- | -- | ----------------- | ------------------------ | ------------ | ---- | --------- | ------- | ----- |
| 1   | 41 | Yōichi Ui         | L & M Derbi              | Derbi        | 26   | 43:17.675 | 2       | 25    |
| 2   | 24 | Toni Elías        | Telefonica Movistar jnr  | Honda        | 26   | +3.129    | 1       | 20    |
| 3   | 54 | Manuel Poggiali   | Gilera Racing            | Gilera       | 26   | +3.869    | 3       | 16    |
| 4   | 4  | Masao Azuma       | Liegeois Competition     | Honda        | 26   | +3.966    | 4       | 13    |
| 5   | 9  | Lucio Cecchinello | MS Aprilia LCR           | Aprilia      | 26   | +17.386   | 9       | 11    |
| 6   | 16 | Simone Sanna      | Safilo Oxydo Race        | Aprilia      | 26   | +23.647   | 15      | 10    |
| 7   | 17 | Steve Jenkner     | LAE - UGT 3000           | Aprilia      | 26   | +24.201   | 14      | 9     |
| 8   | 23 | Gino Borsoi       | LAE - UGT 3000           | Aprilia      | 26   | +24.422   | 10      | 8     |
| 9   | 31 | Ángel Rodríguez   | Valencia Circuit Aspar   | Aprilia      | 26   | +28.039   | 29      | 7     |
| 10  | 28 | Gábor Talmácsi    | Racing Service           | Honda        | 26   | +28.612   | 22      | 6     |
| 11  | 6  | Mirko Giansanti   | Axo Racing               | Honda        | 26   | +28.620   | 16      | 5     |
| 12  | 26 | Daniel Pedrosa    | Telefonica Movistar jnr  | Honda        | 26   | +33.089   | 27      | 4     |
| 13  | 18 | Jakub Smrž        | Budweiser Budvar Hanusch | Honda        | 26   | +36.125   | 20      | 3     |
| 14  | 25 | Joan Olivé        | Telefonica Movistar jnr  | Honda        | 26   | +36.583   | 25      | 2     |
| 15  | 11 | Max Sabbatani     | Bossini Fontana Racing   | Aprilia      | 26   | +36.948   | 19      | 1     |
| 16  | 20 | Gaspare Caffiero  | Bossini Fontana Racing   | Aprilia      | 26   | +43.849   | 24      |       |
| 17  | 73 | Casey Stoner      | Movistar Team            | Honda        | 26   | +50.842   | 18      |       |
| 18  | 21 | Arnaud Vincent    | Team Fomma               | Honda        | 26   | +1:01.114 | 17      |       |
| 19  | 34 | Eric Bataille     | Axo Racing               | Honda        | 26   | +1:06.140 | 21      |       |
| 20  | 27 | Marco Petrini     | Racing Service           | Honda        | 26   | +1:11.505 | 26      |       |
| 21  | 77 | Adrián Araujo     | Liegeois Competition     | Honda        | 26   | +1:32.712 | 33      |       |
| 22  | 12 | Raúl Jara         | MS Aprilia LCR           | Aprilia      | 26   | +1:33.146 | 31      |       |
| 23  | 5  | Noboru Ueda       | FCC-TSR                  | TSR-Honda    | 25   | +1 giro   | 8       |       |

### Ritirati
| Nº | Pilota               | Squadra              | Motocicletta | Giri | Griglia |
| -- | -------------------- | -------------------- | ------------ | ---- | ------- |
| 7  | Stefano Perugini     | Italjet Racing       | Italjet      | 16   | 5       |
| 72 | Christopher Martin   | Wilson Racing        | Honda        | 13   | 30      |
| 15 | Alex De Angelis      | Matteoni Racing      | Honda        | 11   | 13      |
| 29 | Ángel Nieto Jr       | Viceroy Team         | Honda        | 11   | 12      |
| 71 | Paul Robinson        | Paul Robinson Racing | Honda        | 10   | 32      |
| 8  | Gianluigi Scalvini   | Italjet Racing Team  | Italjet      | 9    | 11      |
| 19 | Alessandro Brannetti | Team Crae            | Aprilia      | 6    | 28      |
| 22 | Pablo Nieto          | L & M Derbi          | Derbi        | 5    | 7       |
| 39 | Jaroslav Huleš       | Matteoni Racing      | Honda        | 1    | 6       |

### Non partito
| Nº | Pilota       | Squadra                | Motocicletta | Griglia |
| -- | ------------ | ---------------------- | ------------ | ------- |
| 10 | Jarno Müller | PEV-Spalt-ADAC Sachsen | Honda        | 23      |

### Non qualificato
| Nº | Pilota    | Squadra                | Motocicletta |
| -- | --------- | ---------------------- | ------------ |
| 74 | Sam Owens | Breadline Racing / TSR | Honda        |